# Klub Krzywego Koła

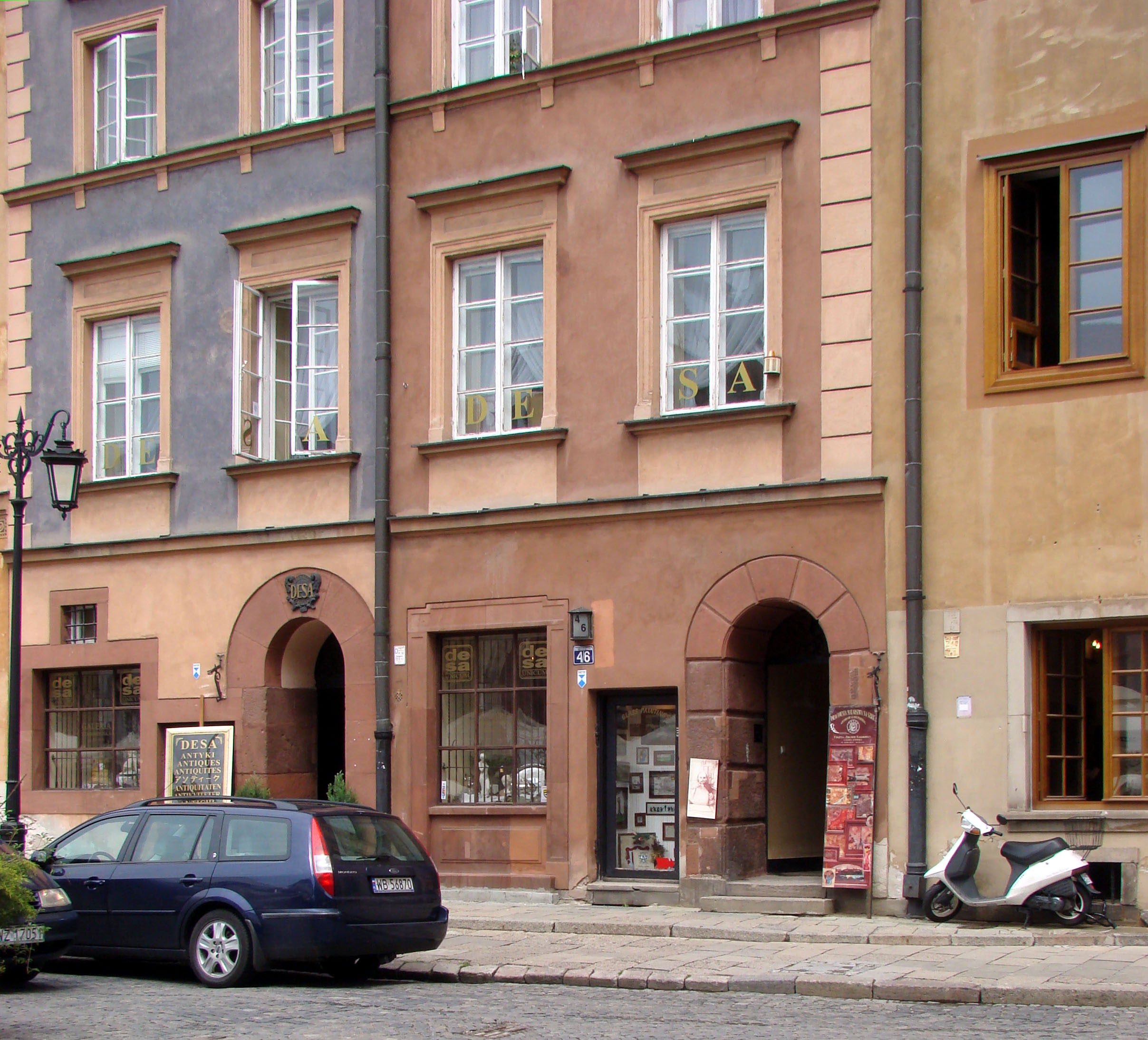
Tu spotykali się uczestnicy Klubu

Klub Krzywego Koła – nazwa klubu dyskusyjnego mającego charakter wolnomyślicielski i krytyczny względem władz komunistycznych, działającego w Warszawie w latach 1955-1962.

## Historia
Pierwsze spotkania klubu (od II 1955) odbywały się w mieszkaniu założycieli – Juliusza Wilczura-Garzteckiego i Ewy Garzteckiej, przy ulicy Krzywe Koło. Później spotkania klubu odbywały się każdego czwartku od godz. 18.00 po stronie Barssa Rynku Starego Miasta, w sali na 1. piętrze nad sklepem „Desy”.
Dyskusje prowadzone w klubie dotyczyły m.in. problematyki kulturowej, politycznej, filozoficznej, artystycznej. Przy klubie, w Staromiejskim Domu Kultury działały m.in. Galeria Krzywego Koła (prowadzona przez Mariana Bogusza) i Teatr Krzywego Koła, a także ukazywało się czasopismo „Nowy Nurt”. Wśród uczestników spotkań były osoby z kręgów konserwatywnych, liberalnych, socjaldemokratycznych i trockistowskich.
Niektórzy członkowie klubu współpracowali z tygodnikiem „Po prostu”.
Ostatnie posiedzenie Klubu odbyło się 1 II 1962, gdzie miała miejsce burzliwa dyskusja po prelekcji Adama Schaffa. Pobicie jego asystenta po spotkaniu stało się pretekstem do zamknięcia Klubu 3 II 1962.
Działalność podobną do Klubu Krzywego Koła podjęło później Konwersatorium „Doświadczenie i Przyszłość” (1978-1983) z udziałem m.in. b. członka Klubu Krzywego Koła Jana Strzeleckiego. Niektórzy członkowie KKK współtworzyli KOR (Komitet Obrony Robotników): Jacek Kuroń, Jan Józef Lipski, Edward Lipiński, Aniela Steinsbergowa; inni byli z nim związani.

## Członkowie
- Władysław Bartoszewski – historyk
- Władysław Bieńkowski
- Janusz Bogucki – teoretyk i historyk sztuki
- Helena Boguszewska
- Jerzy Braun
- Włodzimierz Brus
- Tadeusz Byrski
- Michał Bristiger – muzykolog
- Józef Chałasiński
- Oskar Adolf Chomicki – fizyk
- Czesław Czapów – socjolog
- Andrzej Dobosz – krytyk literacki, felietonista
- Stanisław Ehrlich
- Marian Falski
- Janina Frentzel – socjolog
- Aleksander Gella – socjolog
- Henryk Greniewski
- Włodzimierz Hagemejer
- Ludwik Hass – historyk
- Paweł Hertz
- Julian Hochfeld
- Paweł Jasienica – literat
- Jerzy Jedlicki
- Witold Jedlicki
- Jakub Karpiński – socjolog
- Stefan Kisielewski
- Leszek Kołakowski – filozof
- Jerzy Kornacki
- Tadeusz Kotarbiński
- Tadeusz Kowalik – ekonomista
- Jerzy Kreczmar
- Jacek Kuroń – działacz ZHP
- Andrzej Lam – krytyk, historyk literatury
- Jadwiga Lewicka – obecnie Jadwiga Staniszkis – socjolog[potrzebny przypis]
- Edward Lipiński – ekonomista
- Jan Józef Lipski – historyk literatury
- Aleksander Małachowski – publicysta
- Stanisław Manturzewski – socjolog
- Adam Michnik – dziennikarz
- Kazimierz Moczarski
- Karol Modzelewski – historyk
- Andrzej Munk
- Jan Olszewski – prawnik
- Maria Ossowska – socjolog, etyk
- Stanisław Ossowski – socjolog, etyk
- Juliusz Poniatowski
- Julian Przyboś
- Antoni Rajkiewicz – ekonomista, polityk
- Jan Rzepecki
- Anna Rudzińska – socjolog
- Artur Sandauer
- Marek Skwarnicki – publicysta
- Antoni Słonimski – literat
- Andrzej Stawar
- Aniela Steinsbergowa – prawnik
- Jan Strzelecki – socjolog
- Witold Suchodolski
- Anna Szarzyńska-Rewska – geodeta
- Mieczysław Szerer
- Tadeusz Szturm de Sztrem
- Jerzy Urban – dziennikarz „Po prostu”
- Melchior Wańkowicz
- Jan Wolski – działacz społeczny
- Jan Wyka
- Stefan Zbrożyna